# Орден «За заслуги перед Отечеством» (Армения)
Орден «За заслуги перед Отечеством» — государственная награда Армении. Учреждён 9 августа 2014 года. Имеет две степени — 1-ю и 2-ю.

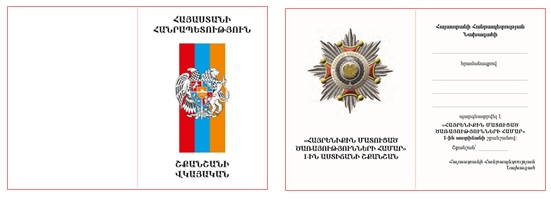
Свидетельство о награждении орденом 1 степени

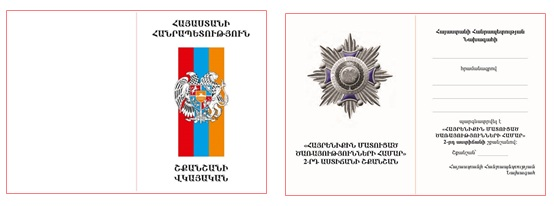
Свидетельство о награждении орденом 2 степени

## Положение о награде
1. Награждение орденом «За заслуги перед Отечеством» производится за значительные достижения в государственной, общественно-политической деятельности, экономике, обороне Родины, национальной безопасности и гумманитарной сферах и прочие очевидные заслуги.

2.Орден «За заслуги перед Отечеством» имеет две степени:
1. Орден «За заслуги перед Отечеством» 1 степени.
2. Орден «За заслуги перед Отечеством» II степени.
Высшая степень ордена «За заслуги перед Отечеством» — 1 степень.

3. Орденом «За заслуги перед Отечеством» 1 степени награждаются военнослужащие Вооруженных Сил и других видов войск Республики Армения, служащие и должностные лица государственных органов и органов местного самоуправления, а также граждане Республики Армения и армяне, не являющиеся гражданами Республики Армения.
4. Орденом «За заслуги перед Отечеством» II степени награждаются военнослужащие Вооруженных Сил и других видов войск Республики Армения, служащие и должностные лица государственных органов и органов местного самоуправления, а также граждане Республики Армения и армяне, не являющиеся гражданами Республики Армения за прочие значительные заслуги перед отечеством.
5. Награждение орденом может быть произведено как по личной инициативе Президента Республики Армения, так и на основании ходатайства. Ходатайство о награждении орденом «За заслуги перед Отечеством» возбуждается Премьер-министром Республики Армения, а также руководителями органов государственного управления и мэром Еревана в случае причастности награждаемого к сферам их деятельности.

6. Орден «За заслуги перед Отечеством» носится на правой стороне груди после Ордена Святого Вардана Мамиконяна.

## Кавалеры ордена
За период существования ордена:
Орденом «За заслуги перед Отечеством» 1 степени были награждены 39 человек:
1. Грант Варданян — заслуженный работник экономики Республики Армения, основатель компании «Гранд Холдинг», президент (19 декабря 2014 года, посмертно)[1]
2. Максим Акопян[арм.] — председатель совета директоров ЗАО «Зангезурский медно-молибденовый комбинат»  (19 декабря 2014 года)[2]
3. Валерий Меджлумян — президент Группы компаний «Валлекс» (19 декабря 2014 года)[3]
4. Самвел Карапетян — владелец предприятия «Ташир Груп» (РФ) (24 сентября 2015 года)[4]
5. Артур Алексанян — борец греко-римского стиля  (7 сентября 2016 года)[5]
6. Мигран Арутюнян — борец греко-римского стиля (7 сентября 2016 года)[6]
7. Грант Маргарян — представитель Бюро АРФ «Дашнакцутюн» (17 сентября 2016 года)[7]
8. Гурген Меликян[арм.] — декан факультета востоковедения Ереванского государственного университета, кандидат филологических наук, профессор (22 декабря 2016 года)[8]
9. Галуст Саакян — председатель Национального собрания Республики Армения (28 декабря 2016 года)[9]
10. Армен Ерицян — министр по чрезвычайным ситуациям Республики Армения (29 декабря 2016 года, посмертно)[10]
11. Альпик Мкртчян — учредитель и научный руководитель Института прикладных проблем физики Национальной академии наук Республики Армения, академик Национальной академии наук Республики Армения (17 мая 2017 года)[11]
12. Генрих Мхитарян — футболист (26 мая 2017 года)[12]
13. Армен Дарбинян — ректор университета (Армяно-Российский университет), доктор экономических наук, профессор (7 сентября 2017 года)[13]
14. Ерванд Казанчян[арм.] — художественный руководитель Государственного театра музыкальной комедии им. Пароняна (11 сентября 2017 года)[14]
15. Александр Григорян — художественный руководитель и главный режиссёр Русского государственного драматического театра им. Станиславского (11 сентября 2017 года)[15]
16. Рафаэль Котанджян — актёр (15 сентября 2017 года)[16]
17. Мартин Вардазарян[арм.] — композитор (15 сентября 2017 года)[17]
18. Армен Саркисян (15 сентября 2017 года)[18]
19. Вардан Сирмакес[арм.] (Швейцария) (15 сентября 2017 года)[19]
20. Дживан Гаспарян — дудукист (15 сентября 2017 года)[20]
21. Оганес Чекиджян — художественный руководитель и главный дирижёр государственной академической капеллы Армении (15 сентября 2017 года)[21]
22. Радик Мартиросян — президент Национальной академии наук Республики Армения (29 декабря 2017 года)[22]
23. Навасард Кчоян[арм.] — архиепископ (30 декабря 2017 года)[23]
24. Хажак Парсамян[арм.] — архиепископ (16 февраля 2018 года)[24]
25. Овнан Тертерян — архиепископ (16 февраля 2018 года)[25]
26. Тигран Мансурян — композитор (8 февраля 2019 года)[26]
27. Никита Симонян (8 июля 2019 года)[27]
28. Давид Казарян[арм.] — президент музыкального общества Армении, профессор Ереванской государственной консерватории им. Комитаса (13 сентября 2019 года)[28]
29. Роберт Амирханян — композитор (22 ноября 2019 года)[29]
30. Левон Атоянц — кинооператор (26 августа 2020 года)[30]
31. Даниел Мкртчян — главный хирург вооружённых сил N-ской воинской части, полковник медицинской службы (11 ноября 2020 года)[31]
32. Айк Арутюнян — командир N-ской воинской части, подполковник медицинской службы (11 ноября 2020 года)[31]
33. Ованнес Григорян — командир N-ской воинской части, подполковник медицинской службы (11 ноября 2020 года)[31]
34. Левон Дживанширян — командир N-ской воинской части, подполковник медицинской службы (11 ноября 2020 года)[31]
35. Ерванд Ованнисян — командир N-ской воинской части, подполковник медицинской службы (11 ноября 2020 года)[31]
36. Виген Читечян (4 марта 2021 года)[32]
37. Меликсет Погосян[амх.] (5 марта 2021 года)[33]
38. Мясник Малхасян (5 марта 2021 года)[34]
39. Баграт Алекян (17 сентября 2021 года) — врач, академик Российской академии наук[35].

Орденом «За заслуги перед Отечеством» II степени был награждён 32 человека:
1. Олег Мкртчян — благотворитель (Украина) (3 октября 2014 года)[36]
2. Нубар Афеян — член Фонда национальной конкуренции Армении и Совета всеобщего армянского благотворительного союза (США) (3 октября 2014 года)[37]
3. Мовсес Акопян — министр обороны непризнанной Нагорно-Карабахской Республики, командующий Армией обороны, генерал-лейтенант (21 января 2015 года)[38]
4. Мери Наджарян — благотворитель (США) (1 июля 2015 года)[39]
5. Вардгес Наджарян[арм.] — меценат (США) (1 июля 2015 года)[40]
6. Назар Назарян — благотворитель (США) (23 июля 2015 года)[41]
7. Артур Алексанян (16 сентября 2015 года)[42]
8. Альберт Авдолян — руководитель ООО «Экспател» (РФ) (24 сентября 2015 года)[43]
9. Армен Шахазизян — благотворитель Всеармянского фонда «Айастан» (РФ) (24 сентября 2015 года)[44]
10. Перч Седракян[арм.] — председатель всеобщего армянского благотворительного союза (США)  (24 сентября 2015 года)[45]
11. Самвел Алексанян — акционер ЗАО «Алекс Григ» (24 сентября 2015 года)[46]
12. Гагик Царукян — акционер концерна «Мульти Груп» (24 сентября 2015 года)[47]
13. Джеван Челоянц — бизнесмен (РФ) (24 сентября 2015 года)[48]
14. Вагаршак Арутюнян (17 сентября 2016 года)[49]
15. Микаел Арутюнян — советник Президента Республики Армения, генерал-полковник (17 сентября 2016 года)[50]
16. Грачья Арутюнян — начальник Службы государственной охраны Республики Армения, генерал-лейтенант (17 сентября 2016 года)[51]
17. Баграт Алекян — Руководитель отделения Научного центра сердечно-сосудистой хирургии им. Бакулева (РФ) (17 сентября 2016 года)[52]
18. Ара Баблоян (17 сентября 2016 года)[53]
19. Арутюн Кушкян (17 сентября 2016 года)[54]
20. Микаел Минасян (17 сентября 2016 года)[55]
21. Арутюн Сасунян[англ.] — главный редактор газеты «Калифорния курьер» (США) (17 сентября 2016 года)[56]
22. Давид Тоноян — первый заместитель министра обороны Республики Армения (23 января 2017 года)[57]
23. Максим Манукян — член сборной по греко-римской борьбе (7 сентября 2017 года)[58]
24. Ральф Йирикян (11 сентября 2017 года)[59]
25. Олег Есаян — Чрезвычайный и Полномочный Посол Республики Армения в Республике Беларусь (15 сентября 2017 года)[60]
26. Юрий Суварян (15 сентября 2017 года)[61]
27. Симон Мартиросян — тяжелоатлет (20 ноября 2018 года)[62]
28. Ишхан Матевосян[амх.] — командир N-ской воинской части, генерал-майор (26 августа 2020 года)[63]
29. Элина Даниелян — международный гроссмейстер (13 сентября 2021 года)[64]
30. Армен Балдрян — генеральный директор ЗАО «Юникомп» (20 сентября 2021 года)[65]
31. Овиг Сафоян — соучредитель и председатель правления компании «САДА» (США) (19 мая 2023 года)[66]
32. Гнел Санонян — министр территориального управления и инфраструктур (27 декабря 2023 года)[67]